# Atletica leggera ai XIII Giochi panafricani
Le competizioni di atletica leggera ai XIII Giochi panafricani si sono svolte dal 18 al 22 marzo 2024 allo stadio dell'Università del Ghana di Accra, in Ghana.

## Nazionali partecipanti
Tra parentesi è indicato il numero di atleti.
- Algeria
- Angola
- Benin
- Botswana
- Burkina Faso
- Burundi
- Camerun
- Costa d'Avorio
- Gibuti
- Egitto
- Eritrea
- eSwatini
- Etiopia
- Gabon
- Gambia
- Ghana
- Guinea
- Guinea Equatoriale
- Guinea-Bissau
- Kenya
- Lesotho
- Liberia
- Libia
- Madagascar
- Malawi
- Marocco
- Mauritius
- Namibia
- Niger
- Nigeria
- Rep. Centrafricana
- RD del Congo
- Rep. del Congo
- Ruanda
- São Tomé e Príncipe
- Senegal
- Seychelles
- Sierra Leone
- Somalia
- Sudan
- Sudafrica (40)[1]
- Tanzania
- Togo
- Tunisia
- Uganda
- Zambia
- Zimbabwe (14)[2]

## Risultati

### Uomini
| Specialità | Oro                                                                                        | Prestazione | Argento                                                                                 | Prestazione | Bronzo                                                                                                  | Prestazione |
| Corse piane |                                                                                            |             |                                                                                         |             | |             |
| 100 m (dettagli) (vento: -0,8 m/s) | Emmanuel Eseme                                                                             | 10"14       | Usheoritse Itsekiri                                                                     | 10"23       | Gilbert Hainuca                                                                                         | 10"29       |
| 200 m (dettagli) (vento: -2,8 m/s) | Joseph Amoah                                                                               | 20"70       | Claude Itoungue Bongogne                                                                | 20"74       | Consider Ekanem                                                                                         | 20"80       |
| 400 m (dettagli) | Chidi Okezie                                                                               | 45"06       | Muzala Samukonga                                                                        | 45"37       | Cheikh Tidiane Diouf                                                                                    | 45"49       |
| 800 m (dettagli) | Aaron Cheminingwa                                                                          | 1'45"72     | Ngeno Kipngetich                                                                        | 1'45"73     | Tumo Nkape                                                                                              | 1'46"04     |
| 1500 m (dettagli) | Brian Komen                                                                                | 3'39"29     | Ermias Girma                                                                            | 3'39"40     | Abel Kipsang                                                                                            | 3'39"45     |
| 5000 m (dettagli) | Hagos Gebrhiwet                                                                            | 13'38"12    | Abdullahi Jama Mohamed                                                                  | 13'38"64    | Cornelius Kemboi                                                                                        | 13'40"61    |
| 10000 m (dettagli) | Nibret Melak                                                                               | 29'45"37    | Gemechu Dida                                                                            | 29'45"68    | Evans Kiptum                                                                                            | 29'47"61    |
| Corse a ostacoli |                                                                                            |             |                                                                                         |             | |             |
| 110 m ostacoli (dettagli) (Vento: -1,1 m/s) | Louis François Mendy                                                                       | 13"61       | Amine Bouanani                                                                          | 13"69       | Yousuf Badawy Sayed                                                                                     | 13"83       |
| 400 m ostacoli (dettagli) | Saad Hinti                                                                                 | 48"82       | Victor Ntweng                                                                           | 49"38       | Kemorena Tisang                                                                                         | 50"09       |
| 3000 m siepi (dettagli) | Samuel Firewu                                                                              | 8'24"30     | Amos Serem                                                                              | 8'25"77     | Simon Koech                                                                                             | 8'26"19     |
| Staffette |                                                                                            |             |                                                                                         |             | |             |
| 4×100 m (dettagli) | Nigeria Israel Okon Sunday Consider Ekanem Alaba Akintola Usheoritse Itsekiri Edose Ibadin | 38"41       | Ghana Edwin Gadayi Benjamin Azamati Solomon Hammond Joseph Amoah                        | 38"43       | Liberia John Sherman Emmanuel Matadi Jabez Reeves Joseph Fahnbulleh                                     | 38"73       |
| 4×400 m (dettagli) | Zambia Patrick Nyambe Kennedy Luchembe David Mulenga Muzala Samukonga                      | 2'59"12     | Botswana Busang Kebinatshipi Leungo Scotch Boitumelo Masilo Bayapo Ndori Omphile Seribe | 2'59"32     | Nigeria Ifeanyi Emmanuel Ojeli Samson Oghenewegba Nathaniel Sikiru Adeyemi Chidi Okezie Dubem Nwachukwu | 3'01"84     |
| Prove su strada |                                                                                            |             |                                                                                         |             | |             |
| Mezza maratona (dettagli) | Samsom Amare                                                                               | 1h05'04"    | William Amponsah                                                                        | 1h05'13"    | Isaac Mpofu                                                                                             | 1h05'37"    |
| Marcia 20 km (dettagli) | Misgana Wakuma                                                                             | 1h28'05"    | Samuel Gathimba                                                                         | 1h28'06"    | Ismail Benhammouda                                                                                      | 1h31'12"    |
| Salti |                                                                                            |             |                                                                                         |             | |             |
| Salto in alto (dettagli) | Evans Yamoah                                                                               | 2,23 m      | Saad Hammouda                                                                           | 2,21 m      | Mpho Links                                                                                              | 2,21 m      |
| Salto con l'asta (dettagli) | Mehdi Amar Rouana                                                                          | 5,30 m      | Boubacar Diallo                                                                         | 5,00 m      | Abera Alemu                                                                                             | 4,00 m      |
| Salto in lungo (dettagli) | Asande Mthembu                                                                             | 7,86 m      | Yasser Triki                                                                            | 7,83 m (w)  | Appolinaire Yinra                                                                                       | 7,71 m      |
| Salto triplo (dettagli) | Hugues Fabrice Zango                                                                       | 16,97 m     | Amath Faye                                                                              | 16,24 m     | Yacouba Loué                                                                                            | 15,86 m     |
| Lanci |                                                                                            |             |                                                                                         |             | |             |
| Getto del peso (dettagli) | Chukwuebuka Enekwechi                                                                      | 21,06 m     | Mostafa Amr Hassan                                                                      | 20,70 m     | Mohamed Magdi Hamza                                                                                     | 20,29 m     |
| Lancio del disco (dettagli) | Victor Hogan                                                                               | 62,56 m     | Oussama Khennoussi                                                                      | 59,97 m     | Ryan Williams                                                                                           | 55,41 m     |
| Lancio del martello (dettagli) | Mostafa El Gamel                                                                           | 73,95 m     | Mohsen Mohamed Anani                                                                    | 67,71 m     | Alan Cumming                                                                                            | 67,57 m     |
| Lancio del giavellotto (dettagli) | Nnamdi Chinecherem                                                                         | 82,80 m     | Julius Yego                                                                             | 81,74 m     | Mustafa Mahmoud Abdel Khaliq                                                                            | 78,10 m     |
| Prove multiple |                                                                                            |             |                                                                                         |             | |             |
| Decathlon (dettagli) | Fredriech Pretorius                                                                        | 7550 p      | Edwin Kimutai Too                                                                       | 7140 p      | Dhiae Boudoumi                                                                                          | 6943 bp     |
| record mondiale; record mondiale stagionale; record africano; record dei Giochi; record nazionale; record personale; record personale stagionale. |                                                                                            |             |                                                                                         |             | |             |

### Donne
| Specialità | Oro | Prestazione | Argento                                                                | Prestazione | Bronzo                                                                      | Prestazione                                     |
| Corse piane | |             |                                                                        |             |                                                                             |                                                 |
| 100 m (dettagli) (vento: -1,3 m/s) | Gina Bass | 11"36       | Maia McCoy                                                             | 11"49       | Olayinka Olajide                                                            | 11"55                                           |
| 200 m (dettagli) (vento: -2,6 m/s) | Gina Bass | 23"13       | Olayinka Olajide                                                       | 23"18       | Natacha Ngoye Akamabi                                                       | 23"42                                           |
| 400 m (dettagli) | Mary Moraa | 50"57       | Esther Elo Joseph                                                      | 51"61       | Sita Sibiri                                                                 | 51"74                                           |
| 800 m (dettagli) | Tsige Duguma | 1'57"73     | Halimah Nakaayi                                                        | 1'58"59     | Vivian Chebet Kiprotich                                                     | 2'00"27                                         |
| 1500 m (dettagli) | Hirut Meshesha | 4'05"71     | Hawi Abera                                                             | 4'06"09     | Mary Ekiru                                                                  | 4'06"22                                         |
| 5000 m (dettagli) | Medina Eisa | 15'04"32    | Birtukan Molla                                                         | 15'05"32    | Melknat Wudu                                                                | 15'07"04                                        |
| 10000 m (dettagli) | Janeth Chepngetich | 33'37"00    | Wede Kefale                                                            | 33'38"37    | Tekan Berhe                                                                 | 33'51"50                                        |
| Corse a ostacoli | |             |                                                                        |             |                                                                             |                                                 |
| 100 m ostacoli (dettagli) (vento: -2,1 m/s) | Tobi Amusan | 12"89       | Sidonie Fiadanantsoa                                                   | 13"19       | Ashley Kamangirira                                                          | 13"59                                           |
| 400 m ostacoli (dettagli) | Rogail Joseph | 55"39       | Noura Ennadi                                                           | 55"85       | Linda Angounou                                                              | 56"41                                           |
| 3000 m siepi (dettagli) | Beatrice Chepkoech | 9'15"51     | Peruth Chemutai                                                        | 9'16"07     | Lomi Muleta                                                                 | 9'26"03                                         |
| Staffette | |             |                                                                        |             |                                                                             |                                                 |
| 4×100 m (dettagli) | Nigeria Justina Tiana Eyakpobeyan Olayinka Olajide Moforehan Abinusawa Tobi Amusan Chisom Onyebuchi Blessing Ogundiran | 43"05       | Liberia Ebony Morrison Destiny Smith-Barnett Maia McCoy Shania Collins | 44"02       | Ghana Mary Boakye Janet Mensah Doris Mensah Halutie Hor Benedicta Kwartemaa | 44"21                                           |
| 4×400 m (dettagli) | Nigeria Esther Elo Joseph Patience Okon George Brittany Ogunmokun Omolara Ogunmakinju                                  | 3'27"29     | Zambia Niddy Mingilishi Quincy Malekani Abygirl Sepiso Rhoda Njobvu    | 3'31"85     | Botswana Tlhomphang Basele Lydia Jele Obakeng Kamberuka Oratile Nowe        | 3'33"44                                         |
| Prove su strada | |             |                                                                        |             |                                                                             |                                                 |
| Mezza maratona (dettagli) | Atalena Loliha | 1h14'36"    | Zewditu Aderaw                                                         | 1h14'40"    | Nancy Chepleting                                                            | 1h15'07"                                        |
| Marcia 20 km (dettagli) | Emily Wamusyi Ngii | 1h37'34"    | Sintayehu Masire                                                       | 1h38'07"    | Souad Azzi                                                                  | 1h45'42"                                        |
| Salti | |             |                                                                        |             |                                                                             |                                                 |
| Salto in alto (dettagli) | Rose Yeboah | 1,90 m      | Fatoumata Balley                                                       | 1,81 m      | Darina Hadil Rezik                                                          | 1,78 m                                          |
| Salto con l'asta (dettagli) | Miré Reinstorf | 4,35 m      | Dorra Mahfoudhi                                                        | 3,70 m      | l'evento ha visto la partecipazione di 2 atlete                             | l'evento ha visto la partecipazione di 2 atlete |
| Salto in lungo (dettagli) | Ese Brume | 6,92 m      | Marthe Koala                                                           | 6,81 m      | Prestina Ochonogor                                                          | 6,67 m                                          |
| Salto triplo (dettagli) | Ruth Usoro | 13,80 m     | Winny Bii                                                              | 13,64 m     | Saly Sarr                                                                   | 13,60 m                                         |
| Lanci | |             |                                                                        |             |                                                                             |                                                 |
| Getto del peso (dettagli) | Ashley Erasmus | 16,98 m     | Oyesade Olatoye                                                        | 16,61 m     | Ischke Senekal                                                              | 16,38 m                                         |
| Lancio del disco (dettagli) | Obiageri Amaechi | 58,93 m     | Chioma Onyekwere                                                       | 58,03 m     | Nora Monie                                                                  | 56,11 m                                         |
| Lancio del martello (dettagli) | Zahra Tatar | 69,95 m     | Zouina Bouzebra                                                        | 68,95 m     | Oyesade Olatoye                                                             | 68,92 m                                         |
| Lancio del giavellotto (dettagli) | Jo-Ane van Dyk | 60,80 m     | Jana van Schalkwyk                                                     | 57,64 m     | Josephine Joyce Lalam                                                       | 57,01 m                                         |
| Prove multiple | |             |                                                                        |             |                                                                             |                                                 |
| Eptathlon (dettagli) | Odile Ahouanwanou | 5616 p      | Kemi Francis-Petersen                                                  | 5268 p      | Adèle Mafogang                                                              | 5181 p                                          |
| record mondiale; record mondiale stagionale; record africano; record dei Giochi; record nazionale; record personale; record personale stagionale. | |             |                                                                        |             |                                                                             |                                                 |

### Misti
| Specialità | Oro | Prestazione | Argento                                                                              | Prestazione | Bronzo                                                                        | Prestazione |
| Corse piane | |             |                                                                                      |             |                                                                               |             |
| 4×400 m (dettagli) | Nigeria Ifeanyi Emmanuel Ojeli Patience Okon George Sikiru Adeyemi Omolara Ogunmakinju Samson Oghenewegba Nathaniel | 3'13"26     | Botswana Busang Kebinatshipi Lydia Jele Bayapo Ndori Obakeng Kamberuka Leungo Scotch | 3'13"99     | Kenya David Sanayek Kapirante Maureen Thomas Kennedy Kimeu Muthoki Mary Moraa | 3'18"03     |
| record mondiale; record mondiale stagionale; record africano; record dei Giochi; record nazionale; record personale; record personale stagionale. | |             |                                                                                      |             |                                                                               |             |

## Medagliere
La nazione ospitante è evidenziata
| Posiz. | Nazione       | Oro | Argento | Bronzo | Totale |
| ------ | ------------- | --- | ------- | ------ | ------ |
| 1      | Nigeria       | 11  | 6       | 5      | 22     |
| 2      | Etiopia       | 7   | 7       | 4      | 18     |
| 3      | Sudafrica     | 7   | 1       | 3      | 11     |
| 4      | Kenya         | 6   | 6       | 8      | 20     |
| 5      | Ghana         | 3   | 2       | 1      | 6      |
| 6      | Algeria       | 2   | 4       | 4      | 10     |
| 7      | Gambia        | 2   | 0       | 0      | 2      |
| 8      | Marocco       | 1   | 2       | 0      | 3      |
| 8      | Zambia        | 1   | 2       | 0      | 3      |
| 10     | Camerun       | 1   | 1       | 4      | 6      |
| 11     | Egitto        | 1   | 1       | 3      | 5      |
| 12     | Burkina Faso  | 1   | 1       | 2      | 4      |
| 12     | Senegal       | 1   | 1       | 2      | 4      |
| 14     | Benin         | 1   | 0       | 0      | 1      |
| 14     | Eritrea       | 1   | 0       | 0      | 1      |
| 14     | Sudan del Sud | 1   | 0       | 0      | 1      |
| 17     | Botswana      | 0   | 3       | 3      | 6      |
| 18     | Liberia       | 0   | 2       | 1      | 3      |
| 18     | Uganda        | 0   | 2       | 1      | 3      |
| 20     | Tunisia       | 0   | 2       | 0      | 2      |
| 21     | Guinea        | 0   | 1       | 0      | 1      |
| 21     | Madagascar    | 0   | 1       | 0      | 1      |
| 21     | Mali          | 0   | 1       | 0      | 1      |
| 21     | Somalia       | 0   | 1       | 0      | 1      |
| 25     | Namibia       | 0   | 0       | 2      | 1      |
| 25     | Zimbabwe      | 0   | 0       | 2      | 1      |
| 27     | Gambia        | 0   | 0       | 1      | 1      |
| Totale | Totale        | 47  | 47      | 46     | 140    |